# Slaget vid Selburg
Slaget vid Selburg var ett fältslag under det Andra polska kriget (1600-1629), som stod mellan svenska och polsk-litauiska trupper den 30 september 1626. De polska trupperna under Aleksander Gosiewski lyckades återerövra staden Selburg från svenskarna tidigare under år 1626 och stationerat sina trupper i stadens slott. Som svar samlade den svenske generalen Jacob De la Gardie sina trupper för att återerövra staden.